# 라페 톳
라페 톳(버마어: လက်ဖက်သုပ်)는 은 찻잎 절임인 라페를 주 재료로 하는 미얀마의 샐러드(아톳)이다. 찻잎 샐러드(--salad)로도 불린다. 미얀마의 국민 음식 가운데 하나로 여겨진다.

## 이름
버마어 "라페(လက်ဖက်)"는 "찻잎"을, "톳(သုပ်)"은 "섞다, 비비다"를 뜻한다.

## 만들기
물기를 꼭 짠 라페를 고추와 마늘 등 향신채, 잘게 썬 양배추와 토마토 등 채소, 콩, 땅콩, 참깨 등 견과류와 씨앗, 마른 새우를 간 가루 등과 섞고 라임 즙을 뿌려 먹는다.

## 사진 갤러리

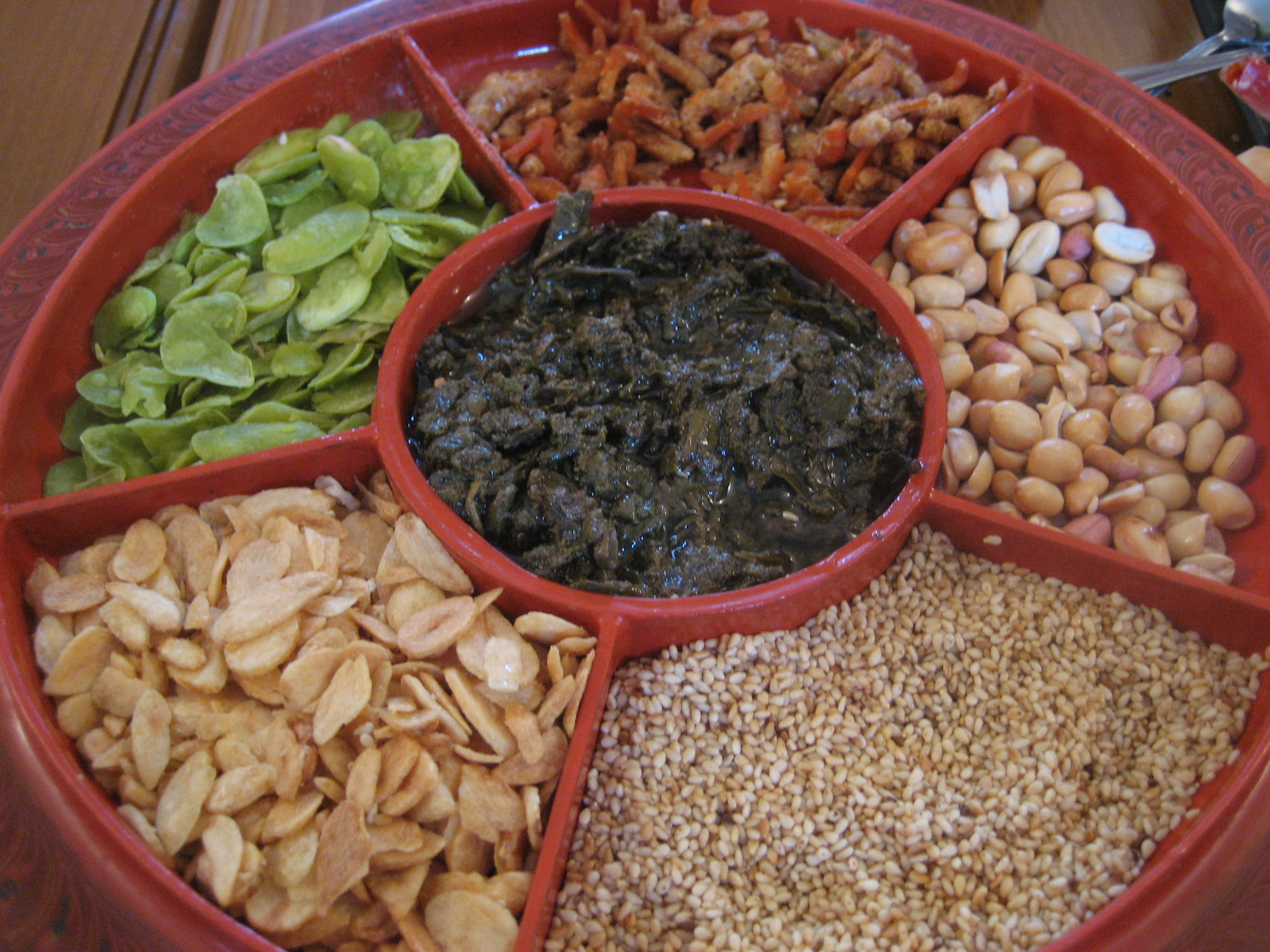
라페 톳
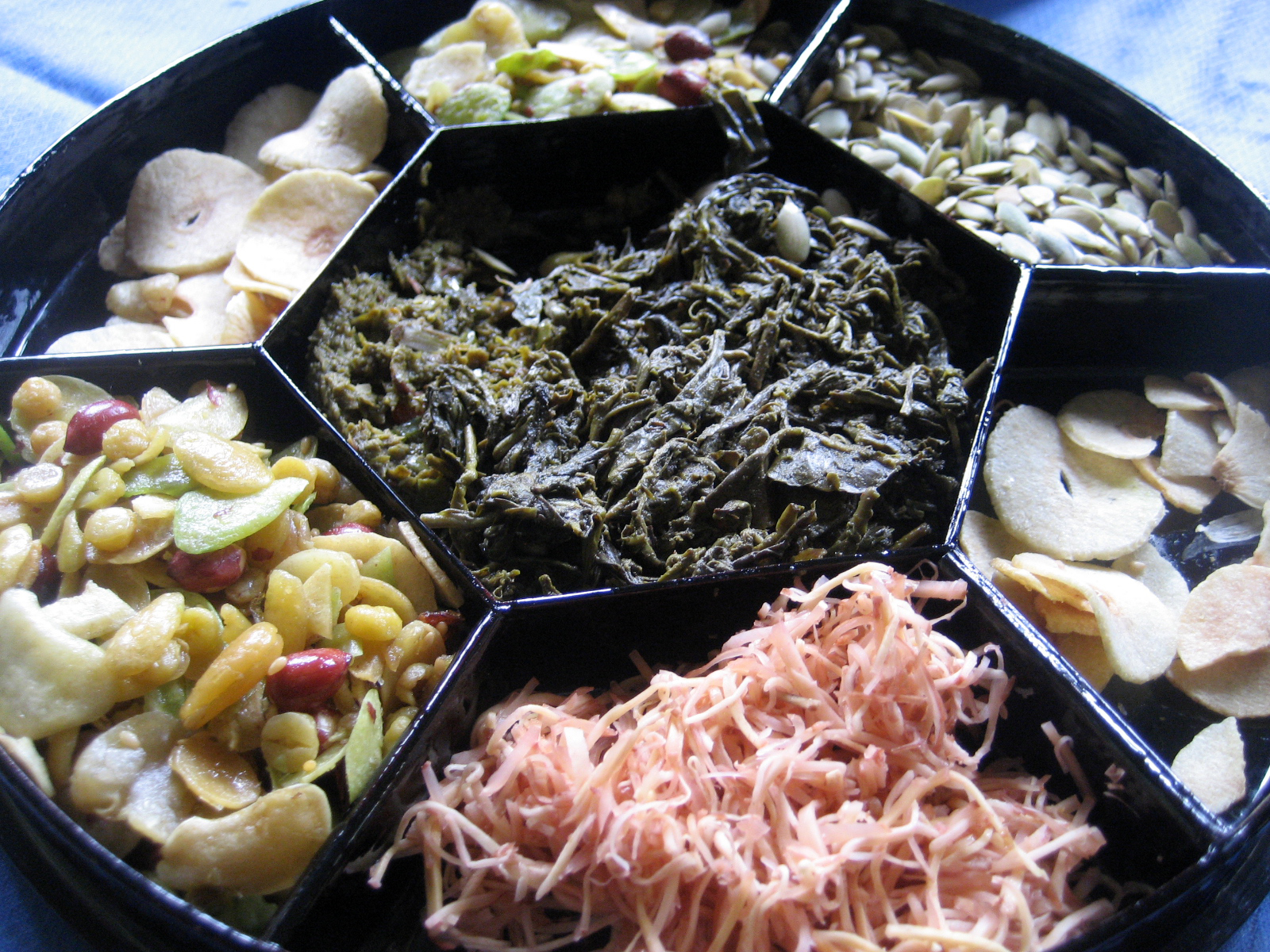
라페 톳

## 같이 보기
- 난지 톳
- 카웃스웨 톳
- 틴보디 톳